# Cienin (stacja kolejowa)
Cienin – przystanek kolejowy w miejscowości Cienin Zaborny w województwie wielkopolskim, w powiecie słupeckim, w gminie Słupca.

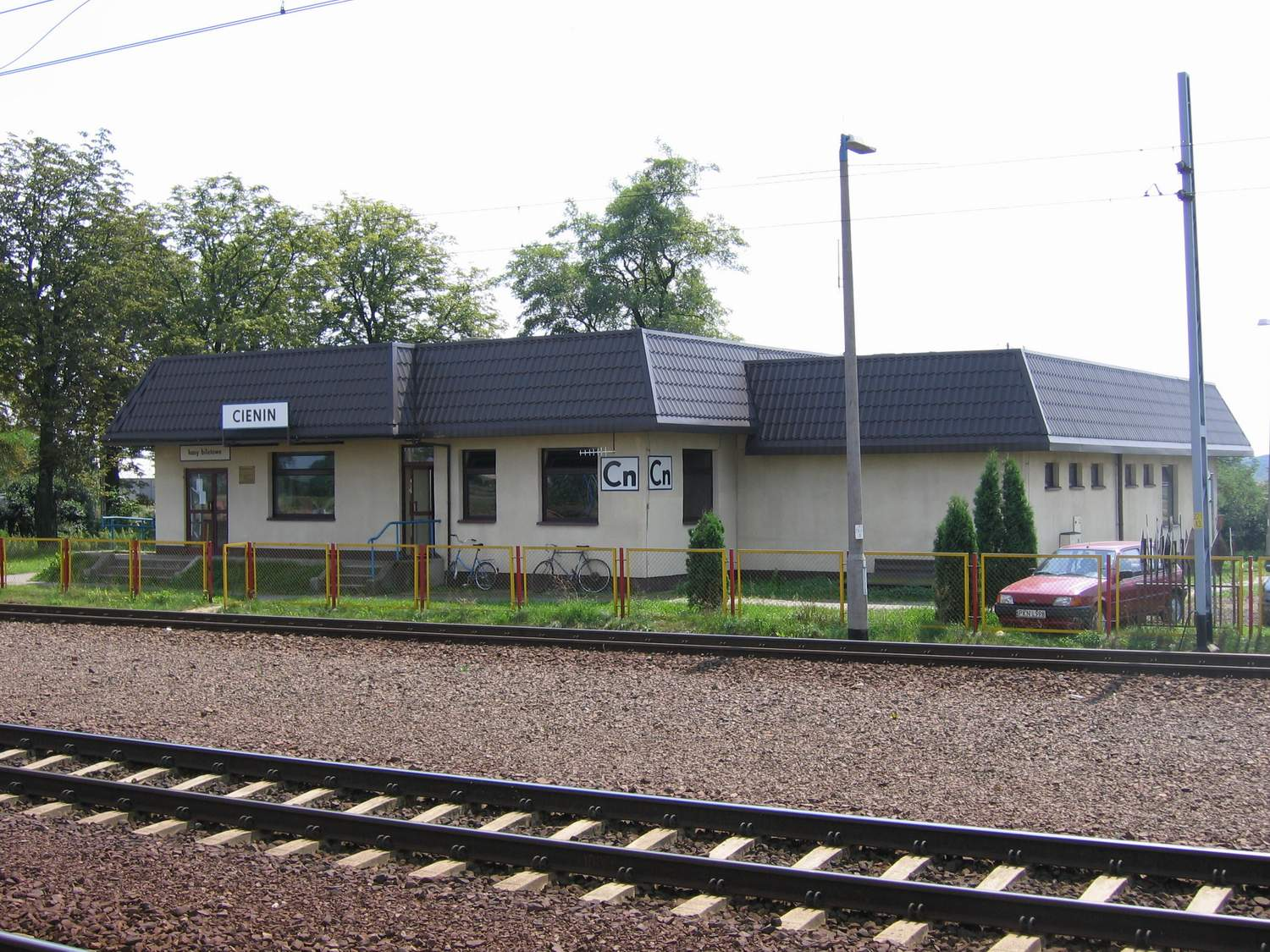
Budynek dworca

## Ruch pasażerski[1]
| Rok  | Wymiana pasażerska na dobę |
| ---- | -------------------------- |
| 2017 | 20-49                      |
| 2018 | 20-49                      |
| 2019 | 50-99                      |
| 2020 | 20-49                      |
| 2021 | 20-49                      |
| 2022 | 50-99                      |
| 2023 | 50-99                      |